# Malpart
Malpart ist eine nordfranzösische Gemeinde mit 73 Einwohnern (Stand 1. Januar 2022) im Département Somme in der Region Hauts-de-France. Die Gemeinde liegt im Arrondissement Montdidier und gehört zum Kanton Roye.

## Geographie
Die Gemeinde liegt abseits größerer Verkehrswege in der Landschaft Santerre an der Départementsstraße D26E, rund 9,5 km nordwestlich von Montdidier.

## Geschichte
Die Gemeinde erhielt als Auszeichnung das Croix de guerre 1914–1918.

## Einwohner
| 1962 | 1968 | 1975 | 1982 | 1990 | 1999 | 2006 | 2010 |
| ---- | ---- | ---- | ---- | ---- | ---- | ---- | ---- |
| 77   | 97   | 68   | 60   | 61   | 59   | 67   | 66   |

## Verwaltung
Bürgermeister (maire) ist seit 2001 Claude Barthe.	